# 雷涅爾·贊恩
雷涅爾·贊恩（義大利語：Renier Zen；？—1268年7月7日）也被稱作雷涅羅·贊諾（義大利語：Reniero Zeno），是第45任威尼斯總督，於西元1253年1月1日起執政至去世為止。

## 經歷
1240年，贊恩在雅科波·提埃坡羅被圍困於費拉拉的期間幫助了他，於1242年在札拉鎮壓叛亂，1244年他被任命為威尼斯的艦隊指揮官。1256年至1259年，他幫助教宗亞歷山大四世在馬卡特雷維吉納的戰爭中對抗吉伯林派的埃澤利諾三世·達·羅馬諾。1268年，贊恩與拜占庭帝國簽署了一項為期五年的停戰協議，使威尼斯人恢復了許多以前的特權，能夠在黎凡特自由貿易。
他的配偶是露伊琪雅·達·普拉塔，是位致力於公益慈善的總督夫人。。